# Hololepta bidentata
Hololepta bidentata är en skalbaggsart som beskrevs av Sylvain Auguste de Marseul 1853. Hololepta bidentata ingår i släktet Hololepta och familjen stumpbaggar. Inga underarter finns listade i Catalogue of Life.